# Centar (Bjelovar)
Centar je četvrt u sastavu grada Bjelovara. 
Prema imenu, Centar je središnji dio grada te se sastoji od stambenih, komercijalnih i povijesnih zgrada te zelenih prostora i trgova. Cijeli Centar sastoji se od pravilne kvadratne strukture. Od ulice Petra Preradovića i ulice Frana Supila počinje bjelovarski korzo. 
Istočno od samog centra nalazi se Poduzetničko-industrijska zona Jug, unutar kojeg prostora nalazi se skup shopping centara poput: Stop&Shop, Lidl, KTC, Plodine i McDonald's te se unutar toga prostora spajaju Slavonska cesta D28 i južna bjelovarska obilaznica te počinje istočna bjelovarska obilaznica.

## Galerija
- Katedrala sv. Terezije Avilske u Bjelovaru
- Pravoslavna crkva sv. Trojice u Bjelovaru
- Bjelovarski neboder
- Dom kulture u Bjelovaru
- Bjelovarski silosi
- Narodna knjižnica "Petar Preradović" Bjelovar
- Stara bolnica
- Franjevačko naselje
- Trg Stjepana Radića
- Bjelovarska gimnazija
- Gradska vijećnica
- Bjelovarska gradska tržnica
- Željeznički kolodvor
- Tornjevi pravoslavne crkve sv. Trojice i odošiljač Hrvatske pošte